# Balkan Beat Box
Balkan Beat Box – zespół muzyczny stworzony przez Ori Kaplana (ex-Gogol Bordello) i Tamira Muskata (Firewater, Big Lazy).

## Skład zespołu
- Ori Kaplan
- Tamir Muskat
- Tomer Yosef

## Dyskografia
- Balkan Beat Box(inne języki) (2005)
- Nu Med(inne języki) (2007)
- Nu Made (Remixes)(inne języki) (2008)
- Blue Eyed Black Boy(inne języki) (2010)
- Give (2012)
- Shout It Out (2016)